# Dělič napětí
V elektronice se dělič napětí nebo také napěťový dělič nebo odporový dělič používá pro získání výstupního napětí (Uout), které je úměrné vstupnímu napětí (Uin).

## Nezatížený odporový dělič
Pro dva rezistory, které jsou spojeny za sebou (v sérii) jak je naznačeno na následujícím obrázku:
Pro napětí U1 platí vztah:
{\displaystyle U_{1}=U\cdot {\frac {R_{1}}{R_{1}+R_{2}}}}
Pro napětí U2 platí vztah:
{\displaystyle U_{2}=U\cdot {\frac {R_{2}}{R_{1}+R_{2}}}}
Např. pokud R1 = R2 pak platí vztah:
{\displaystyle U_{1}=U_{2}={\frac {1}{2}}\cdot U}

### Odvození vztahů
Odvození vztahů pro U1 a U2 vychází přímo z Ohmova zákona a faktu, že oběma rezistory v sériovém zapojení prochází tentýž proud.
Platí:
{\displaystyle U=U_{1}+U_{2}}
A zároveň platí:
{\displaystyle U_{1}=R_{1}\cdot I}
{\displaystyle U_{2}=R_{2}\cdot I}
Poměr napětí na rezistorech a odporů rezistorů
{\displaystyle {\frac {U_{1}}{U_{2}}}={\frac {R_{1}}{R_{2}}}}
Po úpravě vyjádříme napětí U1:
{\displaystyle U_{1}=U_{2}\cdot {\frac {R_{1}}{R_{2}}}}
Poté vyjádříme napětí U2 ze vztahu pro součet obou napětí, dosadíme:
{\displaystyle U_{1}=\left(U-U_{1}\right)\cdot {\frac {R_{1}}{R_{2}}}}
{\displaystyle U_{1}\cdot \left(1+{\frac {R_{1}}{R_{2}}}\right)=U\cdot {\frac {R_{1}}{R_{2}}}}
{\displaystyle U_{1}={\frac {\frac {U\cdot R_{1}}{R_{2}}}{1+{\frac {R_{1}}{R_{2}}}}}={\frac {U\cdot R_{1}}{R_{2}\cdot \left(1+{\frac {R_{1}}{R_{2}}}\right)}}}
{\displaystyle U_{1}=U\cdot {\frac {R_{1}}{R_{1}+R_{2}}}}
Analogicky lze odvodit i vztah pro U2.

## Obecně
Pro nezatížený napěťový dělič, sestavený z libovolného počtu rezistorů n řazených v serii, platí:

Zkoumané napětí Ui na zvoleném rezistoru děliče Ri stanovíme, když napájecí napětí celého řetězce rezistorů děliče U násobíme hodnotou odporu zvoleného rezistoru Ri a dělíme součtem hodnot odporů všech rezistorů zkoumaného napěťového děliče R1 až Rn.

## Kontrola výsledku
Poměr výstupního napětí Ui ke vstupnímu U se musí pohybovat uvnitř intervalu od 0 do 1.